# Население Вануату

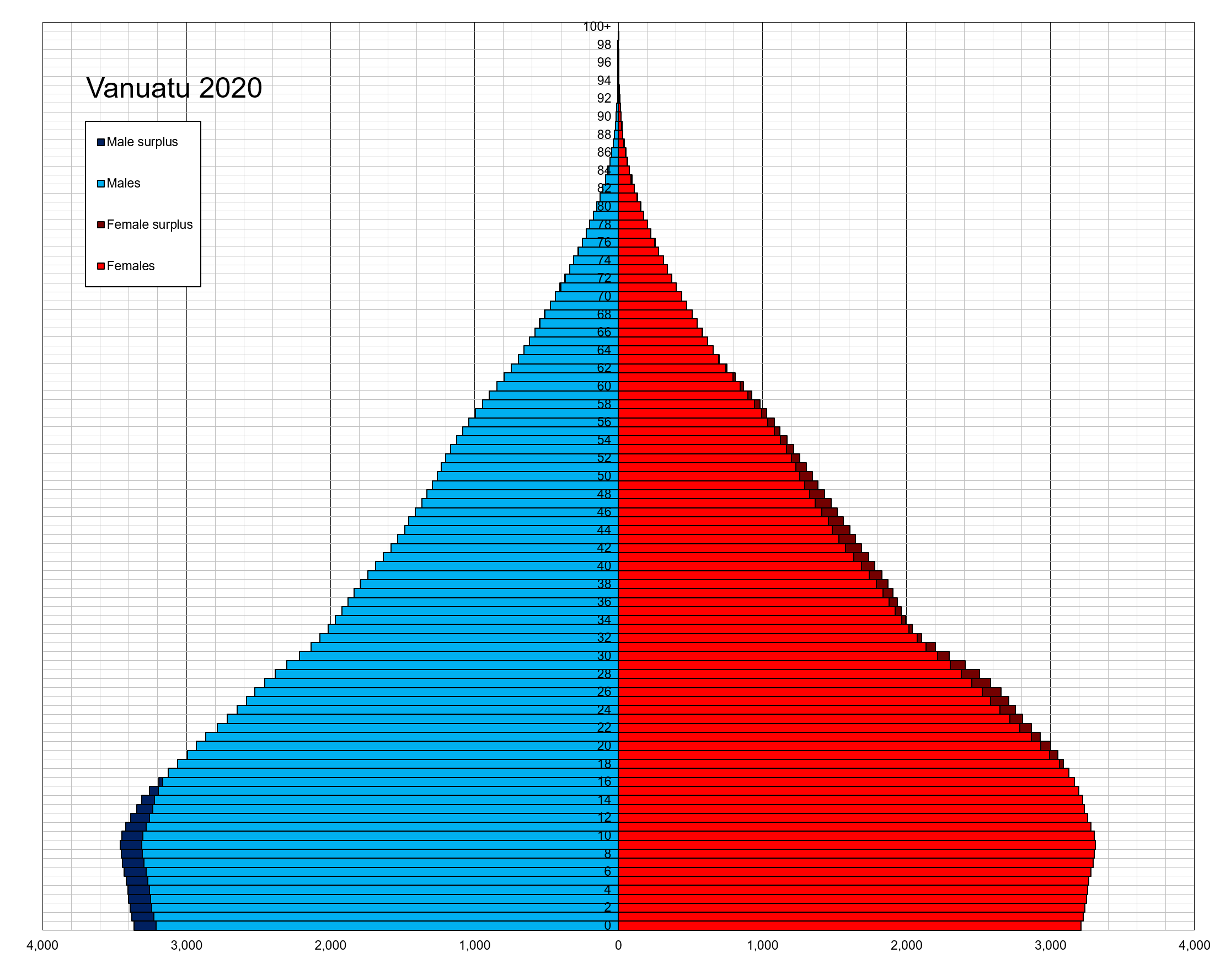
Возрастно-половая пирамида населения Вануату на 2020 год

Эта статья о демографических особенностях населения в Вануату, в том числе плотность населения, этническая принадлежность, уровень образования, здоровья населения, экономического статуса, религиозной принадлежности и других аспектов населения.
Следующая демографическая статистика приведена в Информационном бюллетене ЦРУ, если не указано иное.

## Население

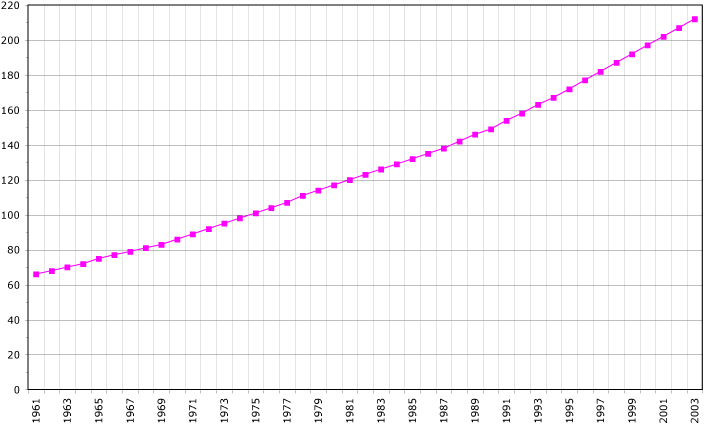
Население Вануату (1961-2003).

Население Вануату (на 1961-2003 годы).
- 275974 [3]

Возрастная структура
- 0-14 лет: 36,71% (мужчин 51,014 / женщин 48,940)
- 15-24 года: 19,94% (мужчин 26,970 / женщин 27,314)
- 25-54 года: 34,45% (мужчин 45,935 / женщин 47,864)
- 55-64 года: 5,13% (мужчин 7,034 / женщин 6,932)
- 65 лет и старше: 3,77% (мужчин 5,236 / женщин 5,025) (до 2015 года).

### Темпы роста населения
1,95%

### Рождаемость
25.04 рождений / 1000 человек

### Смертность
4,09 смертей / 1 000 населения
Чистый уровень миграции
-1,47 мигрант (ы) / 1000 человек

### Соотношение полов
При рождении: 1.05 мужчин / женщину
- 0-14 лет: 1.04 мужчина (ов) / женщина
- 15-24 года: 0,99 мужчина (ов) / женщина
- 25-54 года: 0,96 мужчина (ов) / женщина
- 55-64 года: 1.02 мужчина (ов) / женщина
- 65 лет и старше: 1.04 мужчина (ов) / женщина

Общая численность населения: 1 мужчина (ов) / женщина

### Коэффициент младенческой смертности
Всего: 15,7 смертей / 1000 живорождений
- Мужчин: 16.77 смертей / 1000 живорождений
- Женщин: 14.58 смертей / 1000 живорождений
- Ожидаемая продолжительность жизни при рождении
- Общая численность населения: 73,06 лет
- Мужчин: 71.47 лет
- Женщин: 74.72 лет
- Общий коэффициент рождаемости

3,25 детей, родившихся / женщин

### Национальность
- Ni-Вануату 97,6%
- Часть Ni-Вануату 1,1%
- Другие 1,3%

## Религии
В 2015 году жители островов считали себя:
- Протестантом 70%
- Пресвитерианском 27,9%
- Англиканским 15,1%
- Адвентистом седьмого дня 12,5%
- Ассамблей Бога 4.7%
- Церковью Христа 4,5%
- Министерство Нила Тома 3.1%
- Апостольским 2,2%)
- Римско-католическим 12,4%,
- Обычные убеждения 3,7%
- В том числе культ груза Джона Фрума
- Другие 12,6%
- Нет 1.1%
- Не известно 0,2%

## Языки
Местные языки: (более 100) 63,2%
- Бислама (официальный, креольский) 33,7%
- Английский (официальный) 2%
- Французский (официальный) 0,6%
- Другие 0,5%

## Грамотность
Общая численность населения: 85,2%
- Мужчин: 86.6%
- Женжин: 83,8%